# Municipio de Kinkaid
El municipio de Kinkaid (en inglés: Kinkaid Township) es un municipio ubicado en el condado de Jackson en el estado estadounidense de Illinois. En el año 2010 tenía una población de 486 habitantes y una densidad poblacional de 5,16 personas por km².

## Geografía
Según la Oficina del Censo de los Estados Unidos, el municipio tiene una superficie total de 94.1 km², de la cual 92,15 km² corresponden a tierra firme y (2,07 %) 1,95 km² es agua.

## Demografía
Según el censo de 2010, había 486 personas residiendo en el municipio de Kinkaid. La densidad de población era de 5,16 hab./km². De los 486 habitantes, el municipio de Kinkaid estaba compuesto por el 99,18 % blancos, el 0,21 % eran asiáticos, el 0,21 % eran de otras razas y el 0,41 % eran de una mezcla de razas. Del total de la población el 1,65 % eran hispanos o latinos de cualquier raza.